# People Inside
People Inside — український рок-гурт, утворений у Києві у 2010 році. У 2011 гурт випустив дебютний EP «Любов Моя». Основними мовами виконання є українська та російська. Восени 2011 у музиці року виходить дебютний кліп гурту на пісню «Хочу бути з тобою». А у 2012 році вийшов перший сингл «Краски», до якого також було відзнято відео та показане на деяких телеканалах, орієнтованих на рок-музику.

## Дискографія
- «Любов Моя» — EP (2011)
- «Краски» — сингл (2012)

### Кліпи
- «Вихід Є» (фотокліп) (2011)
- «Соль земли» (Live) (2011)
- «Хочу бути з тобою» (2011)
- «Любов Моя» (концертне відео) (2011)
- «Till The World Ends» (Britney Spears cover) (2012)
- «Соль земли» (2012)
- «Краски» (2012)
- Километры Пустоты (2014)
- З тобою (2017)